# Bertram Tracy Clayton
Bertram Tracy Clayton, född 19 oktober 1862 i Barbour County i Alabama, död 30 maj 1918 i Noyers-Saint-Martin i Frankrike, var en amerikansk demokratisk politiker och militär. Han var ledamot av USA:s representanthus 1899–1901. Han avancerade under sin militära karriär till överste och stupade i strid i första världskriget.
Clayton utexaminerades 1886 från United States Military Academy och tjänstgjorde som kapten i spansk-amerikanska kriget. År 1899 efterträdde han Israel F. Fischer som kongressledamot och efterträddes 1901 av Harry A. Hanbury. Clayton stupade 1918 i Frankrike och gravsattes på Arlingtonkyrkogården. Han var den högst rankade personen som hade utexaminerats från West Point att stupa i första världskriget.